# Ned's Declassified School Survival Guide
Ned's Declassified School Survival Guide (No Brasil, Manual de Sobrevivência Escolar do Ned, em Portugal: Ned's ou Guia Descodificado Para Sobreviver à Escola, dentro da dobragem portuguesa), é uma série estadunidense do gênero "sitcom" da Nickelodeon, que estreou originalmente no canal TEENick em 12 de setembro de 2004 e foi finalizada em 8 de junho de 2007.
A série foi produzida pela Apollo ProScreen GmbH & Co. Filmproduktion KG em associação com a Jack Mackie Pictures. Seu produtor executivo principal e criador é Scott Fellows, um dos principais escritores de The Fairly OddParents.

## Sinopse
A série mostra a vida de Ned Bigby e seus amigos Cookie e Moze em suas aventuras malucas na escola de James K. Polk Middle School. Ned usa um manual do qual dá dicas para sobreviver aos desafios encontrados na escola como os valentões, os professores malucos e as comidas servidas na cantina. Ao mesmo tempo que dá dicas Ned, Cookie e Moze entram em várias confusões.